# Labio
Los labios, como parte del rostro de determinados animales, son los pliegues que forman el inicio de la boca, en el conjunto de la cabeza y como inicio del aparato digestivo. Se divide en labio superior y labio inferior.

## Consideraciones anatómicas
La porción muscular central corresponde a músculo estriado voluntario, recubierto por su parte externa por piel, constituida por epidermis, dermis e hipodermis, y por su parte interna por una mucosa, constituida por un epitelio de revestimiento, una lámina propia y una submucosa. Dicho con otras palabras, el labio es un repliegue musculocutáneo membranoso. Para diferenciar en un corte la piel de la mucosa se deben visualizar los folículos pilosos. Además, el epitelio de la mucosa es más alto. Las glándulas salivales que componen la mucosa de los labios son mixtas túbuloacinares.[cita requerida]
La lesión labial sangra mucho, por una profusa irrigación principalmente venosa, con presencia de anastomosis arteriovenosa. La zona del borde libre labial pierde gradualmente la cornificación, y es una zona de transición única del labio. Recibe el nombre de rojo o bermellón de los labios, y tiene su color rojo característico debido a la abundancia de capilares sanguíneos debajo de ellos.[cita requerida]

### Labio superior
En la zona central se eleva un nódulo redondeado llamado tubérculo. Por encima del nódulo se encuentra una depresión llamada filtro. Desde las alas de la nariz a las comisuras de los labios se encuentran unos surcos llamados surcos nasolabiales.[cita requerida]

### Labio inferior

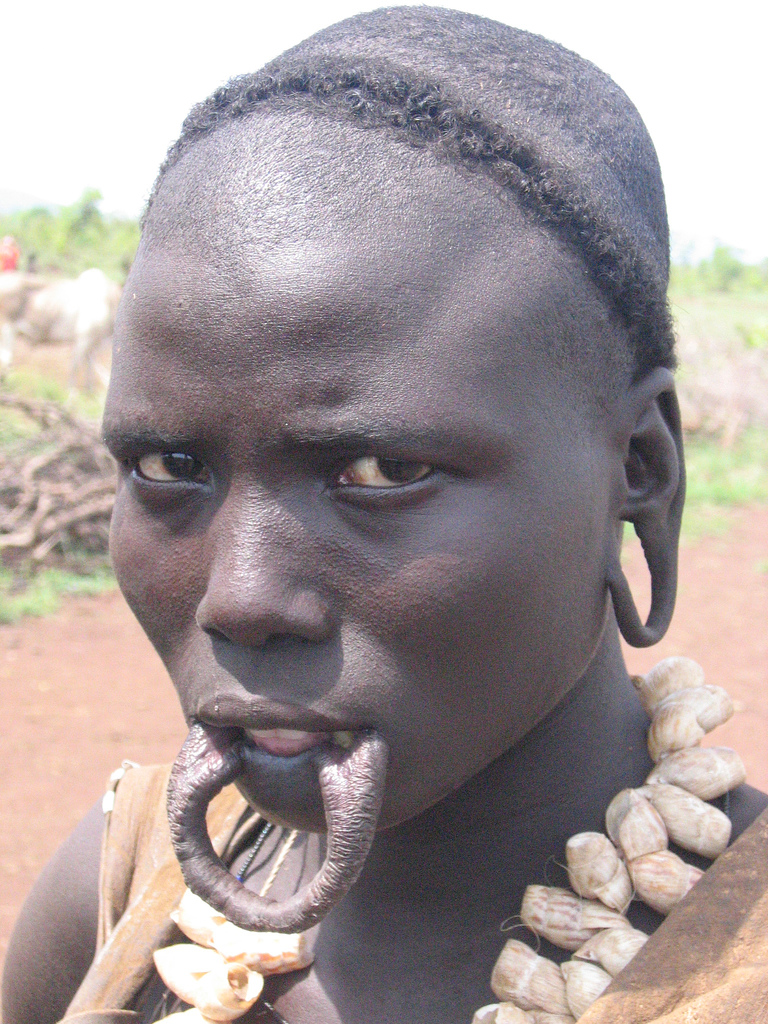
Labio inferior modificado de una mujer etíope.

Tiene por debajo un surco horizontal llamado ‘surco labiomentoniano’.[cita requerida]

## Enfermedades labiales
- Mucocele
- Queilitis angular
- Herpes labial
- Cáncer de boca